# Dasyvalgus coriaceus
Dasyvalgus coriaceus är en skalbaggsart som beskrevs av Gilbert John Arrow 1944. Dasyvalgus coriaceus ingår i släktet Dasyvalgus och familjen Cetoniidae. Inga underarter finns listade i Catalogue of Life.